# Federazione calcistica del Togo
La Fédération Togolaise de Football (FTF) è l'organismo che controlla il calcio nel Togo. Pone sotto la propria egida il campionato togolese la Nazionale. Dal 2005 il suo presidente è Rock Balakiyem Gnassingbe.

## Campionati
Nel Togo i campionati più importanti sono 9:
- Lomé Commune Lomé
- Ligue Maritime Est Aného, Tabligbo, Vo, Togoville, Akoumapé
- Ligue Maritime Ouest Lomé: Tsévié and Kévé prefectures
- Ligue de Kloto Kpalimé, Atou, Danyi
- Ligue des Plateaux Est Atakpamé, Notse, Tohoun
- Ligue des Plateaux Ouest Amlamé, Badou
- Ligue du Centre Sokodé, Tchamba, Sotouboua, Bassar, Blitta, Gérin-Kouka
- Ligue de la Kara Kara, Niamtougou, Pagouda, Bafilo
- Ligue des Savanes Dapaong, Mango, Kantè, Barkoissi, Bombouaka

## Club
I principali club della FTF sono:
- Agaza
- Aiglons
- ASFOSA Association Sportive de la Forêt Sacrée
- Entente 2 Lomé city
- Ifodjè d'Atakpamé
- Sèmassi de Sokodé
- Gbikinti de Bassar
- ASKO Association Sportive de la Koza in Kara
- Gbohloé
- Togo Telecom